# Emilio Lafuente Alcántara
Emilio Lafuente Alcántara (Archidona, 1825 - 3 de juny de 1868) fou un historiador i arabista espanyol, germà de Miguel Lafuente Alcántara i cosí de José Godoy Alcántara.

## Biografia
Fou deixeble de José Moreno Nieto, ingressà al Cos d'Arxivers i dirigí la Biblioteca de San Isidro. Va realitzar una intensa tasca de recerca, realitzant compilacions, traduccions i interpretacions de textos àrabs, entre ells els texts inserits en les filigranes de l'Alhambra de Granada i un cançoner anònim del segle xi. Alhora col·laborà activament en la Junta Poètica Malacitana i participà en la Revista Meridional de Granada des de 1862 escrivint articles de temàtica aràbiga.
Durant la Guerra d'Àfrica (1859-1860) fou agregat científic de la Caserna General i el 1863 fou escollit acadèmic de la Reial Acadèmia de la Història. Va escriure una comèdia i una sarsuela que no ses van a publicar.

## Obres
- Inscripciones árabes de Granada (1859-1860)
- Catálogo de los códices arábigos adquiridos en Tetuán (1862)
- Cancionero popular. Colección escogida de seguidillas y coplas (1865)
- Ajbar machmuâ. Colección de tradiciones (1867)
- Relaciones de algunos sucesos de los últimos tiempos del reino de Granada (1868)
- Libro de las aves de caza, inèdita
- Historia de la Edad Media Española, inèdita